# Parque de Huelin
El Parque de Huelin es un parque público de la ciudad de Málaga, situado entre los barrios de Huelin y Jardín de la Abadía (Carretera de Cádiz). Es uno de los grandes pulmones verdes de la ciudad y uno de los parques más conocidos de la misma. Está equipado para el paseo y contiene una zona infantil y otra para perros. Cuenta con lagos y singulares elementos arquitectónicos como un faro. Tiene una superficie de 32.000 m² de zona ajardinada y más de 700 árboles de diferentes especies.

## Historia
Los terrenos donde hoy se asientan el parque de Huelin albergaron durante el siglo XIX varias fábricas industriales. Las fábricas fueron desmontadas a lo largo de la segunda mitad del siglo XX, dejando el terreno como zona contaminada. La construcción fue impulsada por el alcalde Pedro Aparicio en los años 1990, en un intento por rehabilitar la zona de la Carretera Cádiz, carente de infraestructuras y zonas verdes hasta entonces y que era considerada como uno de los distritos más densamente poblados de Europa. Fue inaugurado en el año 1992 junto al parque del Oeste. La apertura del parque supuso la regeneración del entonces deprimido barrio de Huelin.  

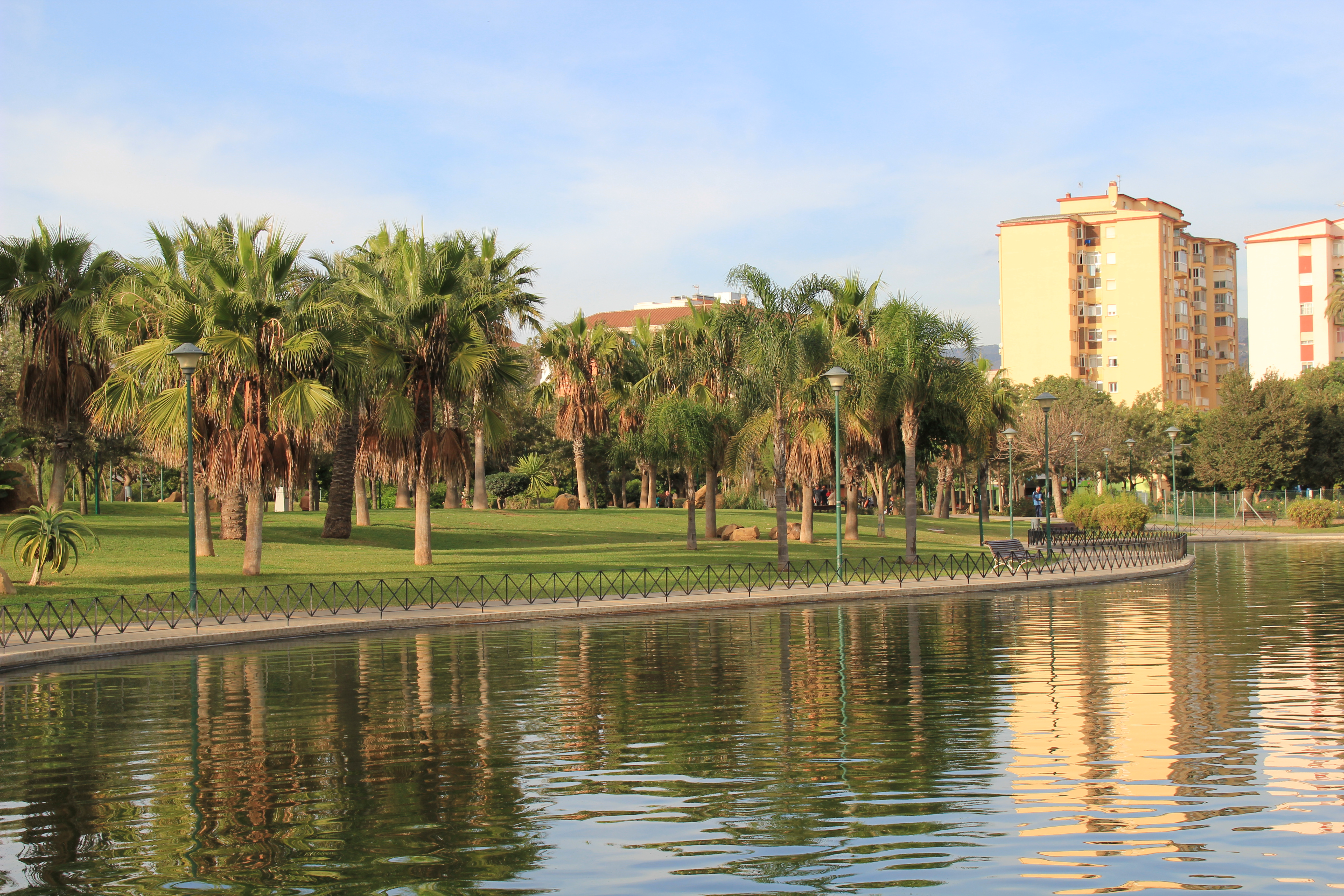
Vista del lago del parque.

En 2014 el parque tuvo que ser vallado para evitar el vandalismo.

## Instalaciones
Entre las instalaciones del parque, se encuentran un parque canino, varios parques infantiles y otras zonas de ocio que sirven para realizar verbenas, festivales o mercadillos.